# Benthamiella longifolia
Benthamiella longifolia är en potatisväxtart som beskrevs av Carlos Luis Spegazzini. Benthamiella longifolia ingår i släktet Benthamiella och familjen potatisväxter. Inga underarter finns listade i Catalogue of Life.